# Spermacoce multicaulis
Spermacoce multicaulis là một loài thực vật có hoa trong họ Thiến thảo. Loài này được Benth. miêu tả khoa học đầu tiên năm 1867.